# Skärsjön, Lappland
Skärsjön är en sjö i Vilhelmina kommun i Lappland och ingår i Ångermanälvens huvudavrinningsområde. Sjön har en area på 1,1 kvadratkilometer och ligger 349 meter över havet. Sjön avvattnas av vattendraget Hansatjärnbäcken.

## Delavrinningsområde
Skärsjön ingår i det delavrinningsområde (715993-154791) som SMHI kallar för Utloppet av Skärsjön. Medelhöjden är 377 meter över havet och ytan är 11,05 kvadratkilometer. Det finns ett avrinningsområde uppströms, och räknas det in blir den ackumulerade arean 35,08 kvadratkilometer. Hansatjärnbäcken som avvattnar avrinningsområdet har biflödesordning 2, vilket innebär att vattnet flödar genom totalt 2 vattendrag innan det når havet efter 255 kilometer. Avrinningsområdet består mestadels av skog (62 procent) och sankmarker (21 procent). Avrinningsområdet har 1,11 kvadratkilometer vattenytor vilket ger det en sjöprocent på 10 procent.